# Bière du Mont Saint-Aubert
Bière du Mont Saint-Aubert is een Belgisch bier van hoge gisting.
Het bier wordt sinds 1993 gebrouwen in Brasserie de Brunehaut te Rongy.
Het is een blonde tripel met nagisting op de fles, met een alcoholpercentage van 8%.
De naam van het bier verwijst naar Mont-Saint-Aubert, een deelgemeente van Doornik, niet ver van Rongy gelegen.

## Prijzen
- World Beer Championship 1997 - Goud
- World Beer Cup 2008 – Zilver
- Australian International Beer Awards 2008 - Zilver
- World Beer Awards 2009 - Goud Best Pale Ale Bier de Garde